# Guinness rekord-TV
Guinness rekord-TV var ett TV-program som handlade om att slå världsrekord. Programmet sändes på TV3 i två omgångar, den första år 1999 med Mårten Andersson och Linda Nyberg som programledare, och den andra runt år 2000 med Harald Treutiger som programledare. Suzanne Sjögren var hans bisittare
I programmet fick personer komma dit och ge sig på att försöka slå eller sätta nya världsrekord som senare hamnade i Guinness rekordbok. Domare var Ellert Karlsson under alla säsonger. Det var han som verifierade och godkände lyckade rekordförsök. För att vara domare krävdes godkännande från Guiness Ltd.